# I Origins
Pour plus de détails, voir Fiche technique et Distribution.
I Origins est un film de science-fiction dramatique indépendant, écrit, produit et réalisé par Mike Cahill, sorti en 2014.
Ian Gray et son assistante Karen font des recherches sur l'origine de la vision et l'apparition de l'œil chez les espèces vivantes, tandis que leur ami Kenny constitue une base mondiale des iris, chaque iris étant propre à un individu. En découvrant le gène et sa mutation responsables de la vision, Ian apporte une pierre décisive à la théorie de l'évolution et croit porter un coup tout aussi décisif à la théorie du dessein intelligent et aux croyances en un dieu. Mais voilà qu'en consultant la base de données, il découvre que des personnes vivantes ont le même iris que des personnes mortes à l'époque de leur naissance.

## Synopsis
Ian Gray (Michael Pitt), un jeune étudiant doctorant en biologie moléculaire, porte ses recherches sur l'évolution de l'œil et pour cela photographie les yeux des humains depuis des années. Il rencontre Sofi (Àstrid Bergès-Frisbey), une jeune fille énigmatique, et ont tous deux un coup de foudre et ce malgré leurs notions différentes de la vie, il est scientifique et elle, spiritualiste. Tout bascule lorsqu'elle est victime d'un accident mortel dans un monte-charge.
Après une longue période de deuil, Ian continue ses recherches. Sept ans plus tard, il épouse Karen (Brit Marling), sa partenaire de laboratoire, et ont un fils. Sur demande d'un docteur de l'hôpital, le Dr Simmons (Cara Seymour), des scans de l'iris de l'enfant sont effectués par ce dernier. Les scans correspondent à l'iris d'une personne morte, ce qui est impossible vu que chaque œil est unique. Le couple découvre ensuite qu'en Inde, à Delhi, les yeux d'une jeune fille ont été scannés trois mois auparavant et correspondent à ceux de Sofi. Karen convainc Ian de prendre l'avion et de rechercher la fillette. Il la retrouve et effectue des tests pour vérifier s'il y a des correspondances entre la fillette, qui se nomme Salumina (Kashish), et Sofi. Les résultats n'étant pas totalement concluants, il est très déçu. Il veut ramener Salumina chez elle, mais en voyant l'ascenseur béant, elle se met à hurler et pleurer, et se cramponne à lui.

### Scène post-générique
Après le générique final, une scène post-crédits montre le Dr Simmons effectuant des scannings d'iris de personnalités décédées et trouvant une correspondance pour la plupart d'entre elles. Les personnalités sont John Fitzgerald Kennedy, l'aviatrice Amelia Earhart, Elvis Presley, John Lennon, Martin Luther King, Saddam Hussein, Che Guevara, Albert Einstein, Malcolm X, la militante Margaret Sanger, le Mahatma Gandhi, l'auteur Mari Sandoz, Nikola Tesla, Indira Gandhi, Robert Oppenheimer, Louis Armstrong, Lénine, Jacqueline Kennedy, l'architecte Frank Lloyd Wright, Adolf Hitler, les mafieux Meyer Lansky et Al Capone, Margaret Thatcher, Salvador Dalí, Abraham Lincoln et Nelson Mandela.

## Fiche technique
Sauf indication contraire, les informations mentionnées dans cette section peuvent être confirmées par les bases de données cinématographiques IMDb et Allociné,  présentes dans la section « Liens externes ».
- Titre original et français : I Origins
- Réalisation : Mike Cahill
- Scénario : Mike Cahill
- Musique : Will Bates et Phil Mossman
- Direction artistique : Alan Lampert et Shekhar Ujjainwal
- Décors : Tania Bijlani et Grace Yun
- Costumes : Megan Gray
- Photographie : Markus Förderer
- Son : Steve Boeddeker, Steve Morris, Brandon Proctor
- Montage : Mike Cahill
- Production : Mike Cahill, Hunter Gray et Alex Orlovsky
  - Production exécutive (Inde) : Mohit Rastogi
  - Production déléguée : Adam S. Bersin, Tyler Brodie, Burton Gray, Jayne Hong, Adam Neumann, Rebekah Paltrow Neumann, Michael Pitt et Bonnie Timmermann
  - Production associée : Trace Henderson, Dawn Cullen Jonas et Priya Nat
  - Coproduction : Becky Glupczynski et Phaedon A. Papadopoulos
  - Coproduction déléguée : Cassian Elwes et Sofia Paz
- Sociétés de production : Verisimilitude, WeWork Studios
- Sociétés de distribution : 20th Century Fox, Fox Searchlight Pictures
- Pays de production :  États-Unis
- Langues originales : anglais, hindi
- Format : couleurs - 2.39:1 - Dolby - 35 mm
- Genre : drame, romance, science-fiction
- Durée : 106 minutes (1 h 46)
- Dates de sortie[1] :
  - États-Unis : 
    - 18 janvier 2014 (Festival du film de Sundance)
    - 7 mai 2014 (Festival international du film de San Francisco)
    - 12 mai 2014 (Chicago Critics Film Festival)
    - 24 mai 2014 (Festival international du film de Seattle)
    - 20 juin 2014 (Provincetown International Film Festival)
    - 24 juin 2014 (BAMcinemaFest)
    - 27 juin 2014 (Festival du film de Nantucket)
    - 18 juillet 2014 (sortie limitée)

  - Québec : 1er août 2014[2]
  - France :  
    - 11 septembre 2014 (Festival du cinéma américain de Deauville)
    - 24 septembre 2014 (sortie nationale)[3]

  - Belgique : 12 septembre 2014 (Festival du film d'Ostende)

## Distribution
- Michael Pitt (VFB : Sébastien Hébrant) : Ian Gray
- Brit Marling (VFB : Séverine Cayron) : Karen
- Àstrid Bergès-Frisbey (VFB : Circé Lethem) : Sofi Elizondo
- Steven Yeun (VFB : Pablo Hertsens) : Kenny
- Archie Panjabi (VFB : Sophie Frison) : Priya Varma
- Cara Seymour (VFB : Fabienne Loriaux) : Dr Jane Simmons
- William Mapother : Darryl
- Crystal Anne Dickinson (en) : Julie Dairy
- Venida Evans : Helen Dairy
- Kashish : Salomina

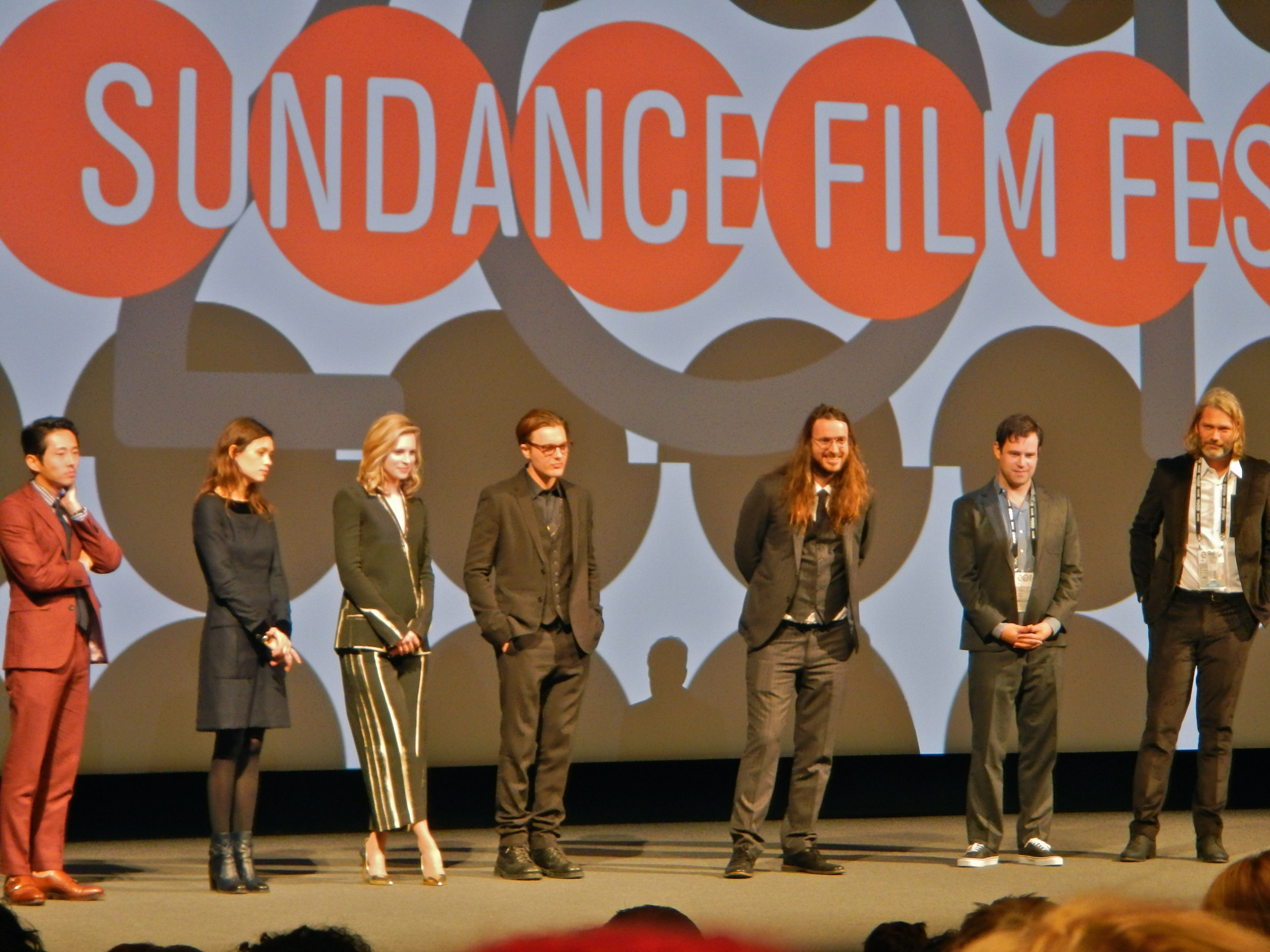
Steven Yeun, Astrid Bergès-Frisbey, Brit Marling, Michael Pitt et Mike Cahill au festival du film de Sundance 2014.

- Dorien Makhloghi : le préposé du 7-Eleven
- Charles W. Gray : le greffier au mariage
- Victor Varnado : assistant de laboratoire

## Production

### Attribution des rôles
C'est le deuxième film où Mike Cahill met en vedette les acteurs Brit Marling et William Mapother, après Another Earth sorti en 2011.

### Tournage
Le tournage du film eu lieu aux États-Unis, dans les villes de Brooklyn et Chatham, dans l'état de New York, mais aussi à New Delhi, en Inde. Le réalisateur Mike Cahill explique pourquoi l'Inde était le pays le plus approprié pour son scénario : 

« J’ai situé le troisième acte de l’histoire en Inde parce que nous parlons à la fois de science et de spiritualité. Dans ce pays unique, la notion d’âme est très ancrée dans tous les aspects de la vie, aussi bien religieux que quotidien. L’Inde est aussi un pays qui a engagé un vaste programme pour scanner l’iris de tous ses citoyens. À ce jour, le programme indien Aadhaar – lancé en 2009 et connu officiellement sous le nom de Unique Identification Authority of India – est probablement le plus ambitieux des projets de reconnaissance biométrique existant sur notre planète. Le gouvernement met sur pied une base de données qui concernera plus d’un milliard d’humains. Tourner là-bas avait donc beaucoup de sens. »

## Accueil

### Accueil critique
En regard du box-office, I Origins reçoit des critiques mitigées.
- Sur le site agrégateur américain Rotten Tomatoes, le film bénéficie d'un taux d'approbation de 52 % d'opinions favorables basé sur 106 critiques collectées (55 critiques positives et 51 négatives). Le consensus critique du site Web se lit comme suit : « le réalisateur-scénariste Mike Cahill reste un talent intrigant et ambitieux, mais avec le film dramatique inégalé de science-fiction I Origins à sa portée dépasse ses limites. »[5].
- La presse américaine sur le site Metacritic a des avis plutôt favorable, le film obtient une note de 57 % sur la base de 36 avis critiques, ce qui lui permet d'obtenir le label « Critiques mitigées ou moyennes ». Quant au public, il est plutôt reconnaissant en obtenant une moyenne de 7,4⁄10 sur la base de 128 évaluations (59 critiques positives, 30 mitigées et 9 négatives)[6].
- En France, le site Allociné recense 11 critiques de presse pour une moyenne de 3⁄5[7].

« (...) Une curiosité aussi originale que poétique, et une méditation sur le regard scientifique d'une rare justesse. »

— Noémie Luciani, Le Monde, 23 septembre 2014.

« Une curieuse tentative de SF indé moyennement inspirée. »

— Jacky Goldberg, Les Inrocks, 23 septembre 2014.

« Cela peut paraître flou, mais Mike Cahill effectue la mise au point avec talent, parvenant à exposer sa réflexion sans perdre de vue l’essentiel : communiquer des émotions au spectateur (...). »

— Yannick Vely, Paris Match, 23 septembre 2014.

« Entre fable, science-fiction et poésie, un récit aussi candide qu'audacieux. »

— Corinne Renou-Nativel, La Croix, 25 septembre 2014.

## Distinctions
| Date                   | Distinction                                 | Catégorie                                | Nom         | Résultat   |
| ---------------------- | ------------------------------------------- | ---------------------------------------- | ----------- | ---------- |
| 16 au 26 janvier 2014  | Festival du film de Sundance,               | Prix Alfred P. Sloan                     | Mike Cahill | Lauréat    |
| 5 au 14 septembre 2014 | Festival du cinéma américain de Deauville   | Grand prix                               | Mike Cahill | Nomination |
| 3 au 12 octobre 2014   | Festival international du film de Catalogne | Meilleur film                            | Mike Cahill | Lauréat    |
| 14 au 30 novembre 2014 | Festival du film Nuits noires de Tallinn    | Meilleur film indépendant nord-américain | Mike Cahill | Nomination |
| 25 juin 2015           | Saturn Awards                               | Meilleur film indépendant                | I Origins   | Nomination |

## Éditions en vidéo
- En France, le film I Origins est sorti en VOD le 28 janvier 2015[3] puis en DVD et Blu-ray le 7 septembre 2016[15],[16]. Par la suite, le film est ressorti en DVD et Blu-ray le 2 janvier 2017[17],[18].
- Aux États-Unis, le film est sorti en Blu-ray le 9 décembre 2014[19].